# Pinon, Arizona
Pinon är en ort i Navajo County i delstaten Arizona, USA.